# Deejay (Jamaïque)
Ne doit pas être confondu avec Disc jockey.

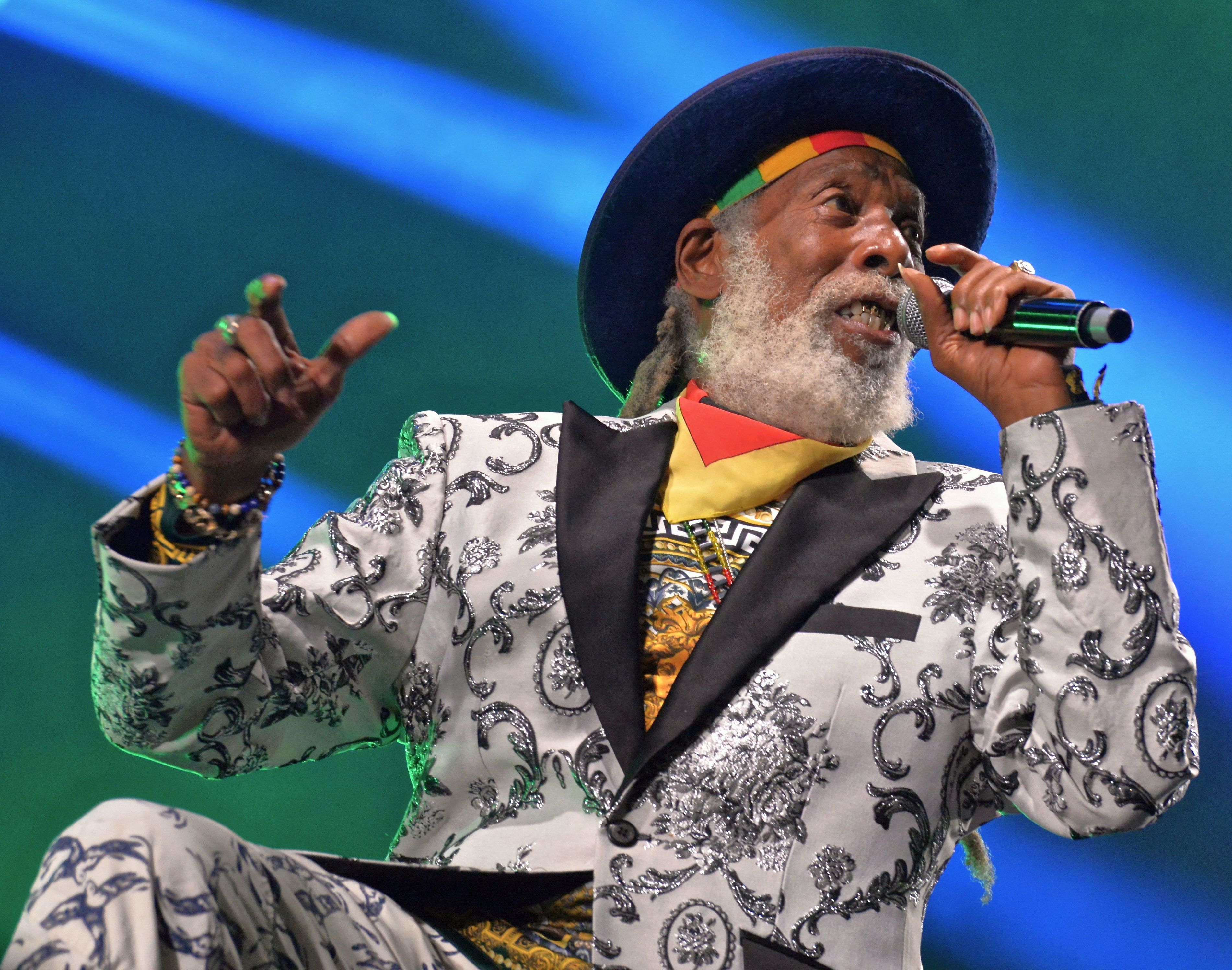
Big Youth, deejay de reggae.

Le bitey, ou toaster, est un musicien qui fait usage du chant ou de la parole généralement de façon monotone sur un rythme ou un battement, généralement originaire de Jamaïque.  
Les textes peuvent être écrits ou improvisés et certains mots coupés ou doublés dans les phrases afin de caler les phrases. Le toasting a été utilisé dans plusieurs traditions africaines, notamment par les griots. On peut dire que la coutume s'est exportée en Jamaïque par l'ascendance africaine et musicalement par l'empreinte des rasta sur la musique jamaïcaine. L'exercice de chant parlé qu'est le deejaying a énormément influencé le hip-hop et donné le développement du MCing.

## Terminologie
Le terme toaster est le terme anglais désignant une « personne qui chante en faisant sauter les mots », il fut donné par analogie avec les tartines éjectées d'un grille-pain en fin de cuisson. Le deejay signifiait un chanteur qui pose un texte sur un son (appelé riddim dans le milieu) le terme évolua avec erreur puisqu'il désigne à force, celui qui mixe les sons ou les chansons c'est-à-dire le disc jockey. Le développement des musiques électroniques et notamment du hip-hop (surtout le deejaying) ont fortement contribué à la diffusion de la maladresse.
Par néologisme, on dit de la personne qu'elle toaste lors de sa performance. Son exercice étant le toasting.

## Histoire
Dans la Jamaïque des années 1950, le rôle des deejays était d'animer les sound systems en commentant les chansons lancées par le selecter. Il pouvait présenter le titre ou lancer des interjections durant la lecture. Au fur et à mesure, le style ska et reggae à l'instar du jazz, commencent à voir naitre des artistes qui chantaient de manière énergique avec une vigueur croissante du début à la fin de la phrase et une mise en avant des mots par un procédé d'à-coup avec parfois des onomatopées comme dans le scat. L'exploitation de ce potentiel musical se fait d'abord dans les sound systems, où ils pouvaient toaster sur les versions instrumentale des hits.
Ces chanteurs sont progressivement devenus des artistes vocaux à part entière créant ainsi des albums seuls en collaborations avec des backing bands. On voit même apparaitre des genres intermédiaires comme le singjay, mélange de toasting et de chant. Le développement des styles rub-a-dub, dancehall et ragga a engendré une forte augmentation du nombre de toasters qui se mélange désormais même au hip-hop.
Osbourne Ruddock (alias King Tubby) était un ingénieur du son jamaïcain qui créait des pistes rythmiques sans voix utilisées par les DJ pour faire du toasting en créant des disques vinyles uniques (également connus sous le nom de dubplates) de chansons sans les voix et en ajoutant de l'écho et des effets sonores.
Les deejays de toasting de la fin des années 1960 comprenaient U Roy et Dennis Alcapone, ce dernier étant connu pour mélanger des propos de gangsters avec de l'humour dans ses toasts. Au début des années 1970, les deejays de toasting comprenaient I Roy (son surnom est un hommage à U-Roy) et Dillinger, ce dernier étant connu pour son style humoristique. Au début des années 1970, avec l'essor du Dub, Big Youth est devenu populaire, de même que Prince Jazzbo, qui a fait ses premières apparitions en trinquant avec plus de cadence sur les dubs. À la fin des années 1970, Trinity suit.